# Dori

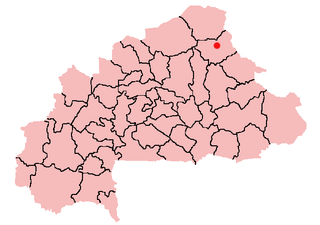
Doris läge i Burkina Faso.

Dori är en stad och kommun i nordöstra Burkina Faso och är administrativ huvudort för provinsen Séno. Staden hade 21 078 invånare vid folkräkningen 2006, med totalt 106 808 invånare i hela kommunen.